# Estampa Popular
Estampa Popular est un réseau de groupes d'artistes espagnols antifranquistes des années 1960, actifs entre 1959 et les premières années de la Transition démocratique. Son travail s'est principalement développé dans le domaine de la gravure afin de faciliter sa production et sa diffusion dans la clandestinité, dans le contexte répressif du régime franquiste. Le réseau a une structure décentralisée et des groupes autonomes à Madrid, Séville, Cordoue, Biscaye, Valence, Catalogne et Galice,.

## Historique
Le premier groupe Estampa Popular est fondé en 1959 à Madrid par l'artiste et militant communiste clandestin José García Ortega avec un groupe de jeunes artistes. Le collectif défend un art réaliste (es) critique destiné au peuple, dans le contexte répressif du régime franquiste. Parmi ses influences figurent le Taller de Gráfica Popular du Mexique et la coopérative portugaise Gravura (pt).

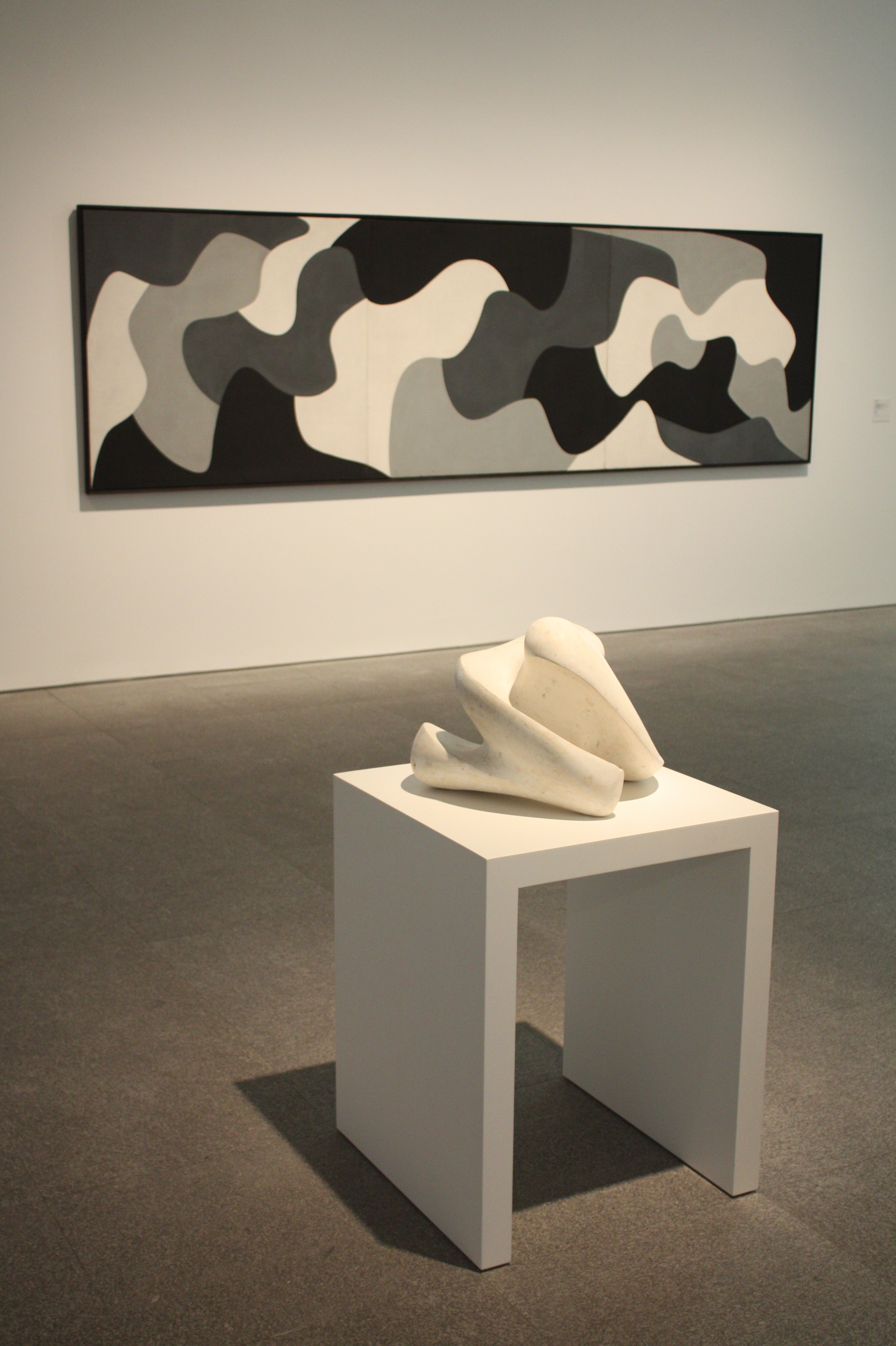
Œuvres du collectif, dont certains membres faisaient partie des groupes Estampa Popular de Cordoue et Valence.

Dans les années suivantes, des groupes émergent à Séville (1960, avec Paco Cuadrado (es), Paco Cortijo et Cristóbal Aguilar), à Cordoue (1961, avec d'anciens membres de l'Equipo Córdoba (es) et de l'Equipo 57 (es)), à Biscaye (1961, avec Agustín Ibarrola (es) et María Dapena (es)), Valence (1964), en Catalogne (1964, avec Maria Girona et Esther Boix) et en Galice (1968).
Estampa Popular organise différentes expositions à l'étranger dans le but de donner une image alternative de la réalité espagnole, l'une des premières à avoir lieu à la galerie Epona à Paris en 1962.
Leur travail doit faire face à la censure du régime franquiste (es) et aux limitations techniques, c'est pourquoi ils ont fréquemment recours à des références voilées tout en ayant un style clair et expressif. Parfois, cependant, ils font des références plus explicites à des sujets tels que l'accident nucléaire de Palomares ou l'emprisonnement du poète Miguel Hernández. Les groupes s'intéressent souvent à leurs propres traditions et figures folkloriques, comme les Fallas ou le valencien, sous l'influence de Joan Fuster, les Alléluias ou la figure de Castelao (respectivement dans la Communauté valencienne, en Catalogne ou en Galice),.
Leur quête de connexion avec les classes populaires les amène à exposer en dehors des galeries commerciales, mais aussi dans des centres culturels ou, dans le cas de l'Estampa Popular Galega (qui distribue également ses dépenses à la manière d'une coopérative), dans des bars et des tavernes. Ils utilisent également des formats tels que des cartes postales, des affiches, des calendriers et des couvertures de magazines. Dans le cas de l'Estampa Popular de Valence, ils incorporent également des éléments du cinéma ou de la bande dessinée.

### Estampa Popular de Valence

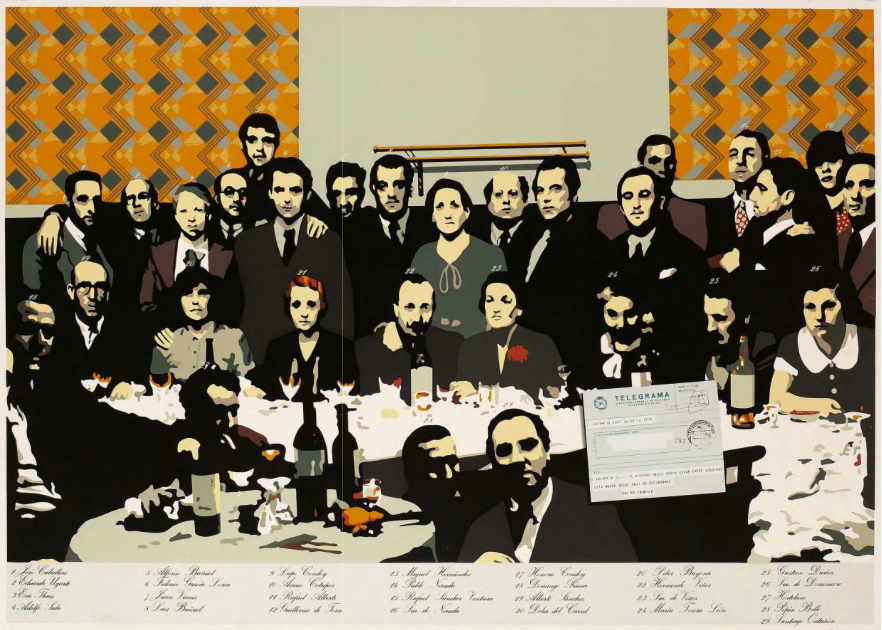
El Telegrama (1976) d'Equipo Crónica, un collectif créé par d'anciens membres de l'Estampa Popular de Valence.

L'un des groupes les plus actifs est l'Estampa Popular de Valence, qui est notamment composé d'Andreu Alfaro, Anzo, Ana Peters (es), José María Gorrís (es), José Marí, Rafael Martí Quinto, Francesc Jarque, Fernando Calatayud, Rafael Solbes, Juan Antonio Toledo, Manolo Valdés, Jorge Ballester et Joan Cardells. Il est soutenu par l'historien et critique d'art Tomás Llorens. José Duarte (es) a ensuite rejoint l'Equipo 57 (es),,.
En 1965, les critiques Tomás Llorens et Valeriano Bozal dressent un bilan négatif de l'expérience (qui, cependant, continue à être active), l'accusant de ne pas avoir réussi à intégrer une perspective réaliste (es) plus en phase avec leur époque, avec le centralité d'éléments tels que les médias de masse. Dans ce contexte, les anciens membres du groupe Rafael Solbes, Manolo Valdés et Juan Antonio Toledo fondent cette année-là le groupe Equipo Crónica, qui pratique un langage figuratif critique avec des éléments de pop art, de culture de masse et de tradition picturale. Joan Cardells et Jorge Ballester créent l'année suivante l'Equipo Realidad (es), qui poursuit une ligne engagée similaire à Crónica, et des artistes comme Ana Peters développent également leur propre ligne critique avec des éléments visuels pop.

## Œuvre

### Anti-franquisme
L'objectif de l'Estampa Popular de Valencia est de transmettre un message critique et social de nature antifranquiste à ses citoyens contemporains. Pour ce faire, ils utilisent un art figuratif, clair et direct, assimilable et compris par toutes les couches de la société, notamment par les plus populaires. Son iconographie aborde des thèmes très divers, mais toujours en adéquation avec les problèmes dont souffre la société sous la dictature du régime franquiste.
L'art est l'outil de lutte que ces artistes de l'Estampa Popular utilisent contre le régime franquiste du moment. À tel point que, comme l’a déclaré Francesc Jarque, « c’est l’intention critique sur le moment que nous avons vécu qui a donné forme et unité à Estampa Popular ».

### Style
Dans une situation aussi critique et tendue que celle que connaît l'Espagne, un grand nombre d'artistes décident de mettre de côté l'informalisme plus subjectif qui prédomine jusqu'alors pour rejoindre, à travers un style figuratif et clair, ce concours populaire. Concrètement, Estampa Popular de Valence s'inspire du pop art américain et anglo-saxon qui prévaut sur la scène artistique internationale, appliquant cette esthétique à ses objectifs personnels. D'un autre côté, ils s'inspirent également du nouveau réalisme français et des estampes mexicaines populaires.
Concernant ses aspects stylistiques plus spécifiques, l'historien de l'art Ricardo Marín affirme que « la clarté et la force du contenu ont leur correspondance dans la clarté et la simplicité de la composition. Les images sont très simples ». C'est-à-dire qu'ils voulaient rechercher dans chaque cas le juste équilibre entre forme, image et communication.